# Monzavous Edwards
Monzavous Edwards (* 7. Mai 1981) ist ein nigerianischer Sprinter US-amerikanischer Herkunft.
2004 wurde er bei einem Wettkampf positiv auf Tetrahydrocannabinol getestet und wegen dieses Verstoßes gegen die Dopingbestimmungen verwarnt.
Bei den Panamerikanischen Spielen 2007 in Rio de Janeiro gewann er Bronze in der 4-mal-100-Meter-Staffel. Über 100 m erreichte er bei den Leichtathletik-Weltmeisterschaften 2009 in Berlin das Halbfinale und wurde Vierter beim Leichtathletik-Continentalcup 2010 in Split. Bei den Panamerikanischen Spielen 2011 in Guadalajara holte er erneut Bronze mit der US-amerikanischen 4-mal-100-Meter-Stafette.
Seit 2014 startet er für Nigeria. Im selben Jahr wurde er bei den Commonwealth Games in Glasgow Sechster in der 4-mal-100-Meter-Staffel. Bei den Leichtathletik-Afrikameisterschaften in Marrakesch gewann er Bronze über 100 m und Gold mit der nigerianischen 4-mal-100-Meter-Stafette, und beim Leichtathletik-Continentalcup in Marrakesch wurde er Dritter mit der afrikanischen 4-mal-100-Meter-Stafette.

## Persönliche Bestzeiten
- 60 m (Halle): 6,57 s, 24. Februar 2008, Boston
- 100 m: 10,00 s, 12. Juni 2010, New York City
- 200 m: 20,17 s, 24. Mai 2009, Belém
- 200 m (Halle): 21,09 s, 10. Februar 2008, Karlsruhe